# Diospyros punctilimba
Diospyros punctilimba är en tvåhjärtbladig växtart som beskrevs av Cheng Yih Wu. Diospyros punctilimba ingår i släktet Diospyros och familjen Ebenaceae. Inga underarter finns listade i Catalogue of Life.